# Sigismondo Donati
Sigismondo Donati (Correggio, 1552 – Ascoli Piceno, 19 novembre 1641) è stato un vescovo cattolico e diplomatico italiano.

## Biografia
Nacque a Correggio, nella diocesi di Reggio, da una famiglia nobiliare originaria di Firenze. 
Di formazione giuridica, fu arcidiacono e vicario generale della diocesi di Ascoli Piceno.
Il 17 agosto 1598 papa Clemente VIII lo nominò vescovo di Venosa, poi il 7 gennaio 1605 lo stesso papa lo trasferì alla sede di Ascoli Piceno, che resse fino alla morte.
Il 14 novembre 1618 papa Paolo V lo nominò nunzio apostolico nella Repubblica di Venezia, con l'incarico di preservare le prerogative e la giurisdizione ecclesiastica rispetto alle ingerenze del governo di Venezia, che reclamava il diritto di nomina sul patriarca di Aquileia e sul vescovo di Ceneda, e di preservare il diritto dei sudditi del pontefice alla navigazione nel mare Adriatico. Terminò quest'ultimo incarico nel 1621.
Come vescovo di Ascoli Piceno riformò nel 1617 e nel 1627 il monte frumentario di Offida.

## Successione apostolica
La successione apostolica è:
- Patriarca Giovanni Tiepolo (1619)
- Vescovo Giuseppe Pamphilj (1620)